# Unique³

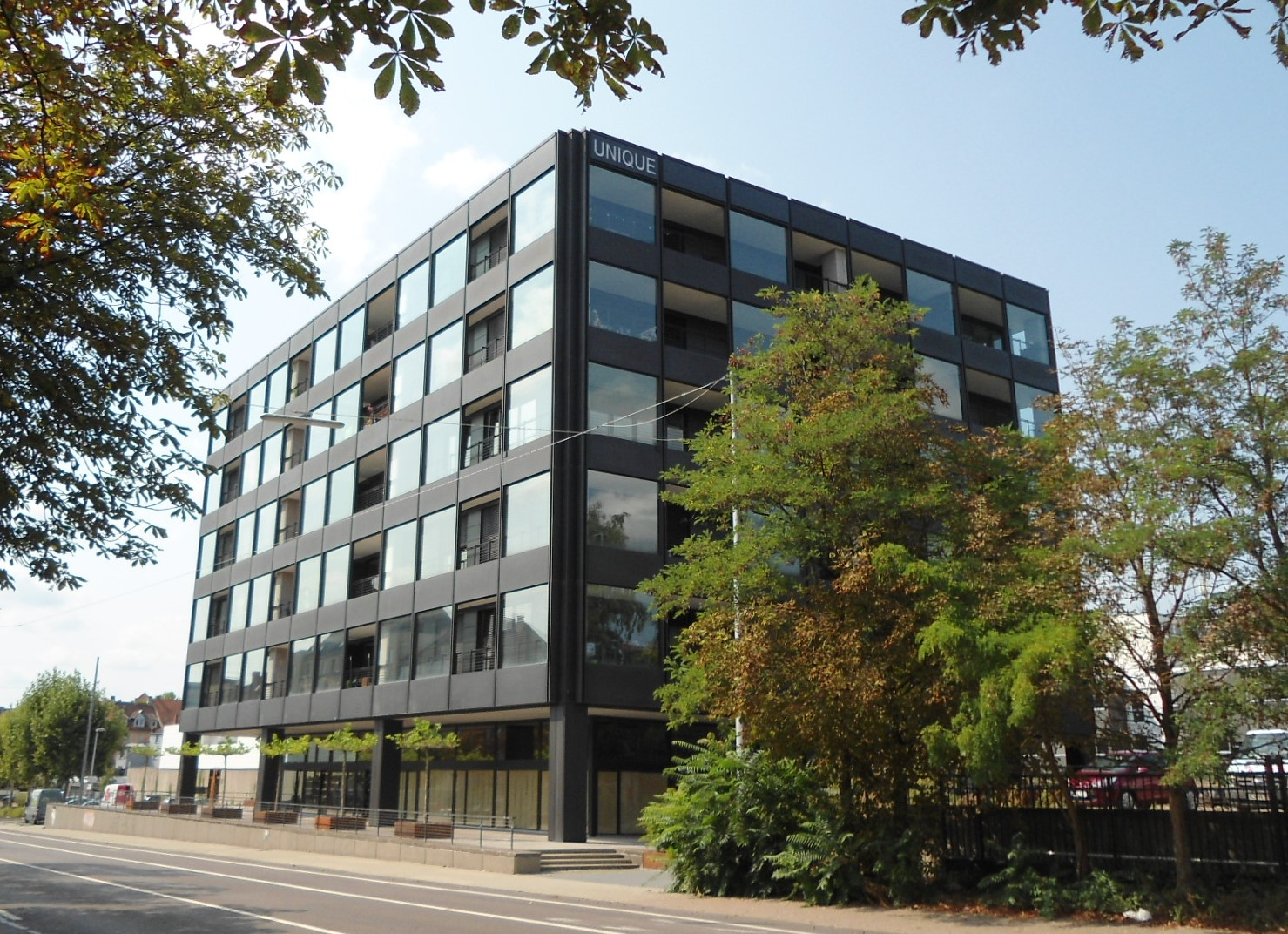
Unique-Cube

Unique³ ist der Name des ehemaligen Bürohauses der Siemens AG in Saarbrücken im Stadtteil St. Johann. Das Ensemble im Internationalen Stil, unterteilt in ehemaliges Bürohaus, Kasino und Werkstätten, steht unter Denkmalschutz.

## Geschichte
Das dreiteilige Gebäude wurde von 1963 bis 1966 nach einem Wettbewerbsentwurf des Münchner Architekten Peter C. von Seidlein (1925–2014) errichtet. Nachdem Siemens 2010 ausgezogen war, stand das Gebäude einige Jahre leer. 2014 erwarb die Saarlouiser Immobiliengesellschaft Bauwerk das Objekt, entkernte es und sanierte es energetisch. Mit einer Investition von 25 Millionen Euro entstanden in den Gebäuden 91 Wohnungen.

## Struktur
Den Hauptbau bildet ein sechsgeschossiges Bürohaus, es wurde in Stahlbetonskelettkonstruktion mit vorgehängter Glas-Metall-Wand erbaut. Daneben existieren das Kasino als ehemalige Kantine und die ehemaligen Werkstätten mit Garagen.

## Segmente
- Cube: Das ehemalige Bürohaus hat nun 40 Wohnungen und zwei Gewerbeeinheiten im Erdgeschoss.
- Garden-Lofts: Das ehemalige Kasino beherbergt nun sechs Loftwohnungen mit Garten und 14 Zweizimmer-Appartements darüber.
- Living: Die ehemaligen Werkstätten bieten Platz für 31 Wohnungen.